# クロアチア民主同盟 (ボスニア・ヘルツェゴビナ)

ボスニア・ヘルツェゴビナ・クロアチア民主同盟（クロアチアみんしゅどうめい、クロアチア語:Hrvatska demokratska zajednica Bosne i Hercegovine; HDZ BiH）は、ボスニア・ヘルツェゴビナのクロアチア人を主体とする右翼政党。クロアチアの同名の政党の姉妹政党であり、欧州人民党（EPP）のオブザーバー政党である。
党は1990年8月18日に、サラエヴォでの第1回党会合によって設立が宣言され、ボスニア・ヘルツェゴビナで複数政党制が導入された1991年から選挙に参加している。2000年まではボスニア・ヘルツェゴビナのクロアチア人全般からの支持を得ており、政府に参加していた。2002年には再び政権に返り咲き、2006年まで政権を維持した。
ボスニア・ヘルツェゴビナで行われた2002年10月の選挙では、クロアチア民主同盟を中心とする政党連合は9.5%の得票率で、ボスニア・ヘルツェゴビナ議会の42議席中5議席を、またボスニア・ヘルツェゴビナ連邦議会の140議席中16議席を獲得した。
その主要人物にはマテ・ボバン（Mate Boban）、ヤドランコ・プルリッチ（Jadranko Prlić）、アンテ・イェラヴィッチ（Ante Jelavić）、ドラガン・チョヴィッチ（Dragan Čović）、イヴォ・ミロ・ヨヴィッチ（hrenIvo Miro Jović）らがいる。
クロアチア民主同盟から別れた政党には、次のようなものがある。
- 新クロアチア・イニシアティヴ（Nova hrvatska inicijativa; NHI）、党首はクレシミル・ズバク（Krešimir Zubak）
- クロアチア民主同盟1990（Hrvatska demokratska zajednica 1990; HDZ 1990）、党首はボジョ・リュビッチ（Božo Ljubić）

## 党首
- ダヴォリン・ペリノヴィッチ Davorin Perinović (1990)
- スティエパン・クリュイッチ Stjepan Kljujić (1990-1992)
- ミレンコ・ブルキッチ Milenko Brkić (1992)
- マテ・ボバン Mate Boban (1992-1994)
- ダリオ・コルディッチ Dario Kordić (1994-1995)
- ボジョ・ライッチ Božo Rajić (1995-1998)
- アンテ・イェラヴィッチ Ante Jelavić (1998-2002)
- バリシャ・チョラク Bariša Čolak (2002-2005)
- ドラガン・チョヴィッチ Dragan Čović (2005-)